# Вельгомлини (гміна)
Гміна Вельгомлини (пол. Gmina Wielgomłyny) — сільська гміна у центральній Польщі. Належить до Радомщанського повіту Лодзинського воєводства.
Станом на 31 грудня 2011 у гміні проживало 4826 осіб.

## Площа
Згідно з даними за 2007 рік площа гміни становила 123.07 км², у тому числі:
- орні землі: 73.00%
- ліси: 22.00%

Таким чином, площа гміни становить 8.53% площі повіту.

## Населення
Станом на 31 грудня 2011:
| Опис     | Загалом | Загалом | Чоловіки | Чоловіки | Жінки | Жінки |
| -------- | ------- | ------- | -------- | -------- | ----- | ----- |
| одиниця  | осіб    | %       | осіб     | %        | осіб  | %     |
| все      | 4826    | 100     | 2465     | 51.08    | 2361  | 48.92 |
| міське   | 0       | 100     | 0        |          | 0     |       |
| сільське | 4826    | 100     | 2465     | 51.08    | 2361  | 48.92 |

## Сусідні гміни
Гміна Вельгомлини межує з такими гмінами: Житно, Ключевсько, Кобеле-Вельке, Масловіце, Пшедбуж.